# Olmos de Ojeda
Olmos de Ojeda è un comune spagnolo di 308 abitanti situato nella comunità autonoma di Castiglia e León.